# Simon Hirsch
Simon Hirsch (Ulma, 3 aprile 1992) è un pallavolista tedesco opposto del Nice.

## Carriera

### Club
La carriera pallavolista di Simon Hirsch inizia nelle giovanili del Dresden, per poi passare nella squadra federale dell'Olympia Berlino. L'esordio nella pallavolo professionistica avviene nella stagione 2011-12 quando viene ingaggiato dall'Unterhaching, nella 1. Bundesliga, a cui resta legato per tre stagioni, vincendo la Coppa di Germania 2012-13. 
Nella stagione 2014-15 si trasferisce in Italia, all'Argos di Sora, in Serie A2, per poi approdare nella massima serie italiana nella stagione successiva, vestendo la maglia della Top Volley Latina. Per il stagione 2016-17 si accasa al Milano, sempre in Serie A1.
Nel campionato 2018-19 viene selezionato attraverso un draft dal KEPCO Vixtorm, nella V-League sudcoreana, ma già nel novembre 2018 fa ritorno nel massimo campionato italiano, ingaggiato dal Powervolley Milano. Resta nella massima divisione italiana anche nell'annata successiva difendendo i colori della Callipo di Vibo Valentia.
Nella stagione 2020-21 si accasa al club francese del Narbonne, in Ligue A, mentre in quella seguente è nuovamente di scena in patria, dove col Friedrichshafen si aggiudica la Coppa di Germania. Per l'annata 2022-23 approda in Bulgaria, disputando la Superliga con l'Hebăr: a metà stagione fa tuttavia ritorno in Italia, ingaggiato dal Prata, in Serie A2.
Per il campionato 2023-24 è di nuovo in Francia, a difesa dei colori del Nice, nella massima serie transalpina.

### Nazionale
Dopo aver fatto parte delle nazionali giovanili tedesche, nel 2013 ottiene le prime convocazioni nella nazionale maggiore, con la quale conquista la medaglia d'argento al campionato europeo 2017.

## Palmarès

### Club
- Coppa di Germania: 1

2012-13